# Kanye West
Ye, före detta Kanye West, ursprungligen Kanye Omari West (IPA: /ˈkɑːnjeɪ/), född 8 juni 1977 i Atlanta i Georgia, är en amerikansk musikproducent, rappare, modedesigner, sångare, samhällsdebattör och presidentkandidat. Kanye West bytte i oktober 2021 namn till Ye (utan förnamn och efternamn).
Ye har producerat låtar åt artister som Jay-Z, Talib Kweli, Cam'ron, Paul Wall, Common, Mobb Deep, Jermaine Dupri, Scarface, The Game, Alicia Keys, Janet Jackson, John Legend, med flera, men har blivit mer känd som soloartist. Soloalbumen The College Dropout (2004), Late Registration (2005) och My Beautiful Dark Twisted Fantasy (2010) samt många låtar, däribland "All Falls Down", "Jesus Walks", "Through the Wire", "Touch the Sky", "Gold Digger", "Diamonds from Sierra Leone", "Stronger", "Heartless", "Runaway" och "Bound 2", har blivit mest hyllade.
West har kommit att bli en av 2000-talets mest kontroversiella kändisar. Han har flera gånger uppmärksammats för sina nazistiska sympatier, antisemitiska uttalanden och hyllningar till Adolf Hitler. West har även förnekat Förintelsen. År 2022 gav West beskedet att han planerade att ställa upp i USA:s presidentval 2024, där flera välkända nazister och nationalister från vit makt-rörelsen skulle ingå i hans kampanj. Han är diagnosticerad med bipolär sjukdom sedan 2016.

## Biografi

### Uppväxt
Ye föddes i Atlanta i Georgia och bodde under sina första år där med sina föräldrar. Hans mor Donda West var professor i engelska på Clark Atlanta University och senare anställd på engelska institutionen på Chicago State University tills hon slutade för att bli Ye's manager. Hans far Ray West var tidigare medlem i Svarta pantrarna och blev den första afroamerikanska fotojournalisten i den lokala tidningen The Atlanta Journal-Constitution. Han arbetar nu som kristen rådgivare.
När Ye var tre år gammal skildes föräldrarna och han flyttade med modern till Chicago i Illinois. Där levde de ett medelklassliv och Ye gick ut elementary school och high school med bra betyg. Senare studerade han även på American Academy of Art och skrev in sig på Chicago State University, men hoppade senare av för att satsa på musikkarriären. 2007 avled modern efter en misslyckad skönhetsoperation.

### Karriär

#### Producent
Ye's första uppdrag som hiphopproducent var 1996 då han, 19 år gammal, producerade åtta låtar på Chicagorapparen Gravs debutalbum (och enda album) Down to Earth. Albumet fick inte mycket uppmärksamhet men West gick ändå vidare till att åren 1998 och 1999 producera för bland andra Jermaine Dupri, Foxy Brown, Goodie Mob och gruppen Harlem World.
År 2000 togs ett stort steg i Wests karriär, då han började producera låtar för artister på Roc-A-Fella Records. Året efter kom det definitiva genombrottet. West producerade de fem låtarna "Takeover", "Izzo (H.O.V.A.)", "Heart of the City (Ain't No Love)", "Never Change" och bonusspåret "Girls, Girls, Girls [Remix]" på Jay-Z:s album The Blueprint. Albumet blev en stor succé och West hyllades som albumets största hitmakare.
Under 2002 och 2003 producerade han låtar för bland andra Nas, Scarface, Talib Kweli, Mos Def, T.I., Ludacris, DMX och Monica. Han fortsatte också att producera för artister på Roc-a-Fella Records och medverkade som producent på Jay-Z:s The Blueprint 2: The Gift & The Curse.

#### Rappare och producent
Efter detta blev West intresserad av att släppa ett soloalbum där han både producerar och rappar. Intresset från de skivbolag han pratade med var dock svalt, delvis för att han inte hade den "streetutstrålning" som de ansåg behövdes. Roc-A-Fella Records, och Jay-Z, var till en början negativt inställda för att de först och främst såg honom som en hiphopproducent. De ändrade senare åsikt och blev det skivbolag som kontrakterade West som soloartist.
23 oktober 2002 råkade West ut för en bilolycka på väg hem från inspelningsstudion. Han bröt käken på tre ställen och blev tvungen till operation där käken fixerades med hjälp av ståltråd i sex veckor. Denna händelse inspirerade West till att skriva låten "Through the Wire", där han rappar hela låten med fixerad käke. Låten var senare med på debutalbumet.
I februari 2004 släppte Ye sitt debutalbum som soloartist. The College Dropout hette det och var första delen i en tänkt kvadrologi om utbildning i USA. Han stod för produktion på alla 21 låtar själv och blandade egna framträdanden med gästartister som Common, Jamie Foxx Jay-Z, Talib Kweli, Mos Def och Twista.
2005 följde han upp sitt första soloalbum med Late Registration. Albumet blev mycket hyllat.
2007 släppte han sitt tredje album Graduation samtidigt som 50 Cent släppte sitt tredje album Curtis. Båda albumen släpptes 11 september. Först skulle Wests album släppts 18 september, men i juli samma år ändrade han datumet till 11 september för att tävla mot 50 Cent om vem som sålde flest album. 50 Cent svarade med att han skulle sluta släppa soloalbum om West sålde fler album men tog senare tillbaka uttalandet. Under första veckan såldes Graduation i 957 000 exemplar och Curtis i 691 000 exemplar.

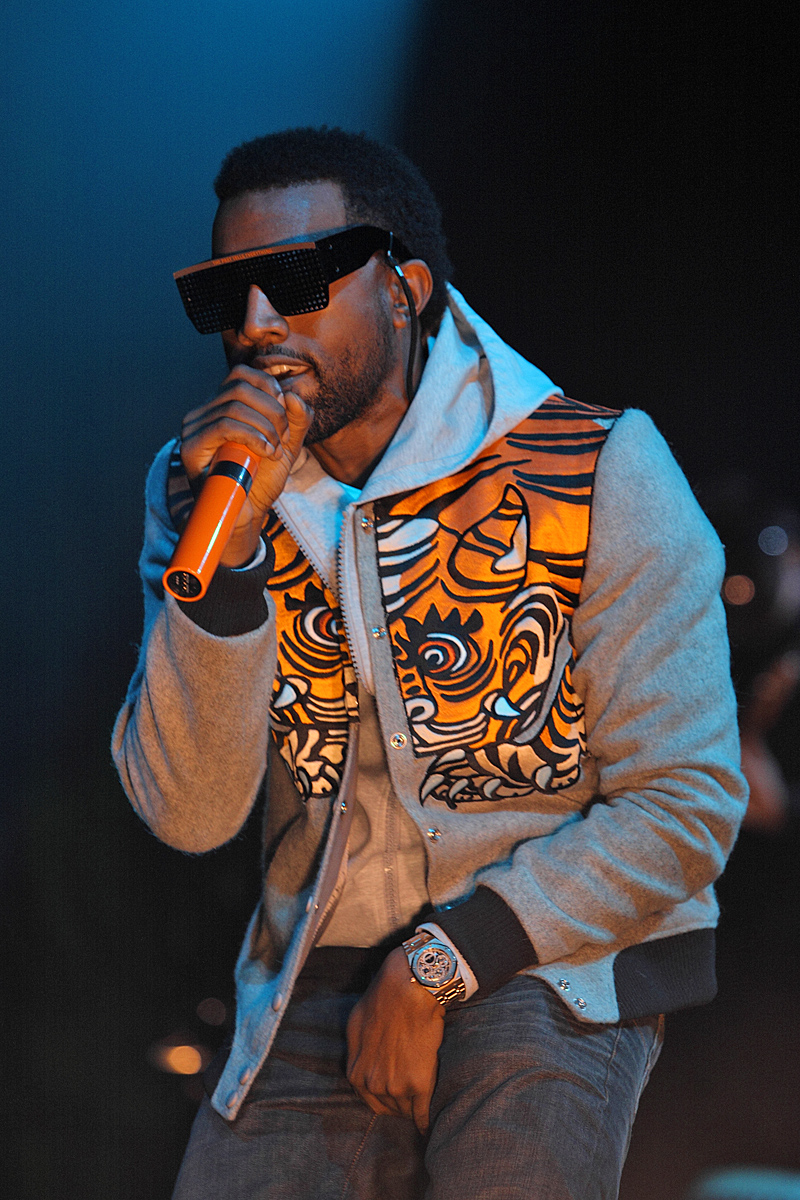
Kanye West under en livespelning 2008.

2008 bytte West genre och gjorde konceptalbumet 808s & Heartbreak. Albumet bestod av poplåtar där han sjöng istället för att rappa och gjorde det över Auto-Tune.
2010 släppte West My Beautiful Dark Twisted Fantasy som lovordades av musikkritiker. Allmusic har beskrivit albumet som Wests "allmänt ansedda magnum opus".
2013 släpptes Yeezus som har beskrivits som industri-inspirerad.

## Kontroverser

### Taylor Swift
2009 vann Taylor Swift pris för sin video till låten You Belong with Me på MTV Music Awards. Ye tog dock över strålkastarljuset från Swifts vinst då han under hennes tacktal stormar scenen och avbryter sångerskan. I ett klipp från galan kan man se hur rapparen förklarar för publiken att Swift inte förtjänade priset, som enligt honom skulle gått till Beyoncé istället. Han har i efterhand bett om ursäkt i ett inlägg på sin blogg, men denna incident var startskottet på en minst sagt infekterad relation till countrysångerskan, som skulle vara i flera år. 
Fejden aktualiseradess igen 2016 i samband med att Wests skiva The Life of Pablo släpps. På låten "Famous" inleder han med raderna "For all the south side n***s that know me best/ I feel like me and Taylor might still have sex / Why? I made that b**ch famous". I den mycket uppmärksammade musikvideon till samma låt har rapparen även inkluderat en realistisk vaxreplik av sångerskan, som avbildas naken i en säng tillsammans med West, hans fru Kim Kardashian och ett antal andra kända profiler. 

### Politik
2016 under en konsert i Kalifornien sa West att han inte röstat i det amerikanska valet, men att han om han röstat hade stöttat Donald Trump. Detta mottogs med buanden från publiken. När Trump valts till president besökte West honom för att visa sitt stöd. 
2018 uttryckte han återigen stöd för Trump via en tweet som lyder "Du behöver inte hålla med Trump men mobben kan inte få mig att inte älska honom. Vi är båda drak-energi. Han är min bror..." Han besökte även Vita huset senare samma år, iförd en "Make america great again"-keps, som han ska ha sagt fick honom att känna sig som stålmannen. 
I april 2020 uttryckte han återigen sitt stöd för dåvarande president Trump, och insinuerade att han skulle rösta på honom i det stundande valet. 

### Presidentkampanjer

#### Presidentvalet 2020
Trots sitt tidigare stöd till Trump, kom det i juli 2020 ut att West själv ställde upp i presidentvalet som fristående kandidat. I sitt egentitulerade "Birthday Party" ställde han upp som kandidat i 12 delstater, och fick 60 000 röster totalt.
Under sin kortvariga presidentkampanj gjorde West ett antal anmärkningsvärda uttalanden. Bland annat uttalade han sig om Harriet Tubman, och menade att slaveriet aldrig avskaffats. Ett annat kontroversiellt uttalande var när han på ett valmöte gråtande förklarat att han är abortmotståndare, och delat intima detaljer från sitt och sin familjs privatliv, bland annat att han själv velat abortera sin äldsta dotter. 

#### Presidentvalet 2024
I november 2022 meddelade West att han skulle ställa upp i presidentvalet 2024 där bland andra den välkände vita nationalisten Nick Fuentes ingår i hans kampanj. Efter tillkännagivandet erkände West att han identifierar sig som nazist.

### Antisemitism
West har flera gånger uttalat sig antisemitiskt och hatiskt mot judar. Den 7 oktober 2022 skrev West ett inlägg på Instagram som antydde att han beskyllde judar för att kontrollera rapparen Puff Daddy, vilket resulterade i att Instagram blockerade hans konto. West kritiserade sedan Mark Zuckerberg på Twitter för att ha stängt ner hans Instagram-konto. Den 8 oktober 2022 skrev West att han planerade "death con 3 mot det judiska folket". Tweeten ansågs vara antisemitisk och kontot stängdes ner av Twitter. Efter att Elon Musk tagit över VD-posten på Twitter drogs Wests avstängning tillbaka. Avstängningen återinfördes, som enda av få kända konton efter Musks övertagande av appen den 2 december 2022 sedan han upprepat kommentarer av liknande karaktär. West hade bland annat besökt InfoWars och inför dess programledare Alex Jones förklarat att han "älskar Hitler", att han "älskar judar, men också älskar nazister", insinuerat att judiska intressen begått folkmord mot afroamerikaner, att Barack Obama mördat palestinier och agerat president specifikt på uppdrag av judar, samt spelat upp en nedlåtande imitation av Benjamin Netanyahu, som West menade hade försökt mörda honom. 
West medverkade i en reklam under Super Bowl-finalen 2025 där han uppmanade tittarna att besöka webbplatsen för hans modemärke Yeezy. En kort stund efter att reklamvideon visats fanns bara ett plagg att köpa i webbutiken: en vit t-shirt med ett stort svart hakkors på framsidan för 20 dollar.

#### Ekonomisk förlust
På grund av Wests antisemitiska uttalanden har Vogue, CAA, Balenciaga, Gap och Adidas avslutat sina samarbeten med honom. Foot Locker och TJ Maxx meddelade att Wests produkter skulle tas bort från deras butiker.
West miste sin status som dollarmiljardär i slutet av oktober 2022 efter att ha förlorat 1,4 miljarder dollar som ett resultat av ett flertal brutna samarbeten. Forbes uppskattade hans nettoförmögenhet till 400 miljoner dollar efter att ha varit omkring 1,8 miljarder dollar månaden innan.

## Privatliv
År 2002 träffade West modedesignern Alexis Phifer som han förlovade sig med 2006. Tillsammans deltog paret bland annat i en artikel i Harper's Bazaar med bilder från Wests dåvarande lägenhet. Paret gjorde dock slut 2008 och Phifer har senare sagt att hon föredrog ett liv utanför strålkastarljuset. 
Efter uppbrottet från Phifer träffade West 2008 modellen Amber Rose som han sedan hade ett förhållande med i två år innan paret gick skilda vägar 2010. 
Den amerikanska ekonomitidskriften Forbes rankade West till att vara världens 1 662:a rikaste med en förmögenhet på 1,8 miljarder amerikanska dollar för den 7 april 2021.

### Kim Kardashian
West träffade mediapersonligheten Kim Kardashian första gången redan 2003 i samband med en inspelning av en musikvideo till sångerskan Brandy. År 2008 korsades deras vägar återigen då de spelade mot varandra i tv-serien Alligator Boots. 
År 2010 var West med i ett avsnitt av Kardashians dokusåpa Familjen Kardashian. Kardashian beskrev honom då som en vän, och hon gifte sig senare samma år med basketspelaren Kris Humphries. West har dock senare berättat att han försökte få Kardashian att inte gifta sig med Humphries. I samband med Kardashians skilsmässa från Humphries bjöd West in Kim Kardashian till Paris där han hade en modevisning, och i samband med detta inledde paret en romantisk relation. 
År 2013 fick de sitt första gemensamma barn, North West, och paret förlovade sig senare samma år. 2014 gifte de sig i Florens i en mycket påkostad ceremoni. 2015 föddes deras andra barn, Saint West, och 2017 och 2018 fick de sitt tredje och fjärde barn. Chicago West och Psalm West föddes via surrogatmödraskap.
I februari 2021 ansökte Kim Kardashian om skilsmässa från West.

### Bianca Censori
I december 2022 gifte sig West med den australiska arkitekten Bianca Censori.

### Bipolär sjukdom
År 2016 diagnostiserades West med bipolär sjukdom, något han sedan dess talat öppet om och berättat att han ibland går igenom depressiva och maniska skov men att han valt att inte medicineras för sin sjukdom. 
2018 släppte han skivan Ye, där det på omslaget står att läsa "I hate being Bi-Polar. its awesome".
Efter att han gjort många anmärkningsvärda uttalanden i samband med sin presidentkampanj 2020 uttalade hans hustru Kim Kardashian sig för första gången om hans bipolaritet, och bad om förståelse för hans tillstånd.

## Diskografi

### Studioalbum
- 2004 – The College Dropout
- 2005 – Late Registration
- 2007 – Graduation
- 2008 – 808s & Heartbreak
- 2010 – My Beautiful Dark Twisted Fantasy
- 2013 – Yeezus
- 2016 – The Life of Pablo
- 2018 – ye
- 2019 – Jesus Is King
- 2021 – Donda
- 2025 – Donda 2
- 2025 – Bully

## Samarbetsalbum
- 2011 – Watch the Throne (med Jay-Z)
- 2018 – KIDS SEE GHOSTS (med Kid Cudi)
- 2024 – VULTURES 1 (med Ty Dolla Sign)
- 2024 – VULTURES 2 (med Ty Dolla Sign)

### Livealbum
- 2006 – Late Orchestration
- 2010 – VH1 Storytellers: Kanye West

## Priser och utmärkelser
West har bland annat vunnit 21 grammyutmärkelser.